# Манкозу, Марко
Марко Манкозу (итал. Marco Mancosu; род. 22 августа 1988, Кальяри) — итальянский футболист, полузащитник клуба «Кальяри».

## Карьера
Воспитанник итальянского футбольного клуба «Кальяри». Дебютировал за клуб 27 мая 2007 года в матче заключительного тура Серии A против клуба «Асколи», выйдя в стартовом составе и забив свой дебютный гол. В следующем сезоне футболист стал выступать в основной командой клуба. Позже на правах арендных соглашений поиграл в таких клубах как «Римини» и «Эмполи». В августе 2010 года футболист перешёл в итальянский клуб «Сиракуза». Летом 2011 года вернулся назад в «Кальяри», однако продолжил выступать за «Сиракузу» на правах арендного соглашения.
В июле 2012 года футболист перешёл в «Беневенто». Быстро закрепился в основной команде клуба, став одним из ключевых игроков, вместе с которым смог выйти в итальянскую Серию B. Летом 2014 года начинал сезон в составе «Беневенто», однако летом перешёл в клуб «Казертана». Также смог быстро закрепиться в основной команде клуба, став одним из лидеров. Провёл в клубе 2 сезона, после чего покинул его.
В июле 2016 года футболист на правах свободного агента присоединился к клубу «Лечче». В дебютном сезоне вместе с клубом заняли второе место в группе и отправились матчи плей-офф на повышение в классе, однако в четвертьфинальных матчах уступили клубу «Алессандрия». На следующий сезон стали победителями своей группы в Серии C, получив прямое повышение в классе. Затем вместе с клубом в рамках своего дебютного сезона в Серии B стали серебряными призерами и вышли в Серию A. 
В августе 2021 года стал игроком клуба СПАЛ. Дебютировал за клуб 22 августа 2021 года в матче против клуба «Пизы». В своём следующем матче 29 августа 2021 года отличился дебютным забитым голом против клуба «Порденоне». По окончании сезона покинул клуб.
В августе 2022 года футболист вернулся в «Кальяри». По итогу сезона вместе с клубом закончили чемпионат на итоговом шестом месте и отправились в стыковые матчи на повешение в классе, где дошли до финала и по сумме матчей победили клуб «Бари», тем самым получив путёвку в Серию A.

## Международная карьера
Начинал международную карьеру в составе юношеских сборных Италии до 16 лет и до 17 лет. В 2008 году выступал за молодёжную сборную Италии до 20 лет. За молодёжную сборную Италии дебютировал 12 августа 2009 года в товарищеском матче против сборной России.

## Достижения
«Лечче»
- Чемпион Серии C: 2017/18

## Семья
Родные братья Маттео и Марчелло также профессиональные футболисты.